# Sari Marjamäki
Sari Marjamäki (n. 17 decembrie 1971, Pori, Turku and Pori Province⁠(d), Finlanda) este o sportivă ce a reprezentat Finlanda, medaliată olimpică. A participat la 3 ediții ale Jocurilor Olimpice (1998, 2002, 2006) în care a câștigat o medalie de bronz.